# گالیناگو ۸۷۶۴
سیارک ۸۷۶۴ (به انگلیسی: 8764 Gallinago، نامگذاری:1109T-2) هشت هزار و هفتصد و شصت و چهارمین سیارک کشف شده‌است که در ۲۹ سپتامبر ۱۹۷۳ کشف شد.
قدر مطلق سیارک برابر ۱۵٫۵۰ است.